# Vado de Jacob
El vado de Jacob es un vado en la parte superior del río Jordán, donde se construyeron varios puentes a lo largo de la historia, lo que dio lugar al nombre de la Edad Media puente de las hijas de Jacob (en hebreo: גשר בנות יעקב‎, romanizado: Gesher Bnot Ya'akov; en árabe: جسر بنات يعقوب‎, romanizado: Jisr Benat Ya'kub). Los puentes atraviesan el último vado natural del Jordán en el extremo sur del valle de Jule entre la meseta de Corazim y los Altos del Golán. El vado, luego los puentes, han sido un punto de cruce durante miles de años.

## Descripción
El nombre del vado de Jacob se remonta a las cruzadas y todavía se usa. El puente medieval más conocido de Palestina, fue reemplazado en 1934 por un puente moderno más al sur durante el drenaje del lago Jule por la Compañía de Desarrollo de Tierras de Israel.
Al suroeste del puente se encuentran los restos de un castillo de los cruzados conocido como Chastellet y al este del puente se encuentran los restos de un khan (caravasar) mameluco.
El puente ahora es parte de la autopista 91 y se extiende a ambos lados de la frontera entre Galilea y los Altos del Golán, que fue anexionada por Israel en 1981. Tiene una importancia militar estratégica, ya que es uno de los pocos puntos de cruce fijos sobre el río Jordán superior que permite el acceso desde los Altos del Golán a la Alta Galilea.

## Historia
La ruta de las caravanas de China a Marruecos a través de Mesopotamia y Egipto utilizó este cruce. Formaba parte de la antigua carretera recientemente denominada «Vía Maris», que era de importancia estratégica para los antiguos egipcios, asirios, hititas, judíos, sarracenos (musulmanes), cruzados, ayubíes, mamelucos, otomanos y habitantes y ejércitos modernos que cruzaron el río en este lugar. Los cruzados construyeron un castillo con vistas al vado que amenazaba Damasco, que fue destruido por Saladino en 1179 en la batalla del Vado de Jacob. El viejo puente arqueado de piedra marcó el límite norte del avance de Napoleón Bonaparte en 1799.